# カール・トンプソン (重い男)
カール・トンプソン（1982年 - 2015年6月21日）は英国で最も重い男で、死亡時の体重は413kgだった。

## 生い立ち
ケント州ドーバーに住むトンプソンは、3、4歳の頃から大食漢で、階下に忍び込んで食器棚から食べていた。同じ年頃には、隣の家の冷凍庫から食べ物を取っていた。ドーバーのハーバー・スペシャリスト・スクールに通った。
2012年、54歳の母親を脳腫瘍で亡くしたトンプソンは、うつ病が原因で体重を220kgから410kgに増やしたという。彼は推奨摂取量の4倍にあたる1日1万カロリーを摂取していた。彼の食費は週200ポンドで、その中にはテイクアウトの店主にお金を払い、彼が作ったスペアキーで彼のベッドまで食事を運んでもらうことも含まれていた。
トンプソンは服を着ることができなかった。最後に松葉杖で自宅を出たのは2014年の誕生日、体重は360キロだった。
晩年、トンプソンは一人で完全に寝たきりだった。着替えと入浴のため、介助者が1日2回訪ねてきた。心臓発作も5回起こした。トンプソンは胃バンドを拒否し、食事療法と運動をするつもりだと言ったが、医師は生き延びるためには体重を130kgまで減らさなければならないと言った。
2015年4月、彼はビデオリンクを通じてITVの番組『This Morning』に出演し、そこでドーン・ハーパー医師から、彼は他人の優しさに苦しんでいるのだと告げられた。トンプソンは、自分の体重を例として、他の人々に同じようにならないよう伝えたという。テレビ出演の後、彼は地元の人々から支援を受けた。

## 死亡
ケント警察がトンプソンの死を知らされたのは2015年6月21日午前10時38分、享年33歳だった。3人の葬儀屋、2人の警察官、消防士が彼の遺体を運び出すのに6時間（壁の撤去時間を含む）を要した。